# Маржанівка
Маржа́нівка — роз'їзд 5 класу Знам'янської дирекції Одеської залізниці.
Розташований за 2 км від села Никифорівка Долинського району Кіровоградської області на лінії Знам'янка — Долинська між станціями Долинська (11,5 км) та Куцівка (11 км).

## Історія
Роз'їзд був відкритий на лінії Знам'янка-Пасажирська — Долинська у 1908 році.